# Existentiële crisis
Een existentiële crisis is een staat van paniek of een gevoel van intens mentaal onbehagen over levensvragen. Het komt vooral voor in culturen waar basale overlevingsbehoeften vervuld zijn.
Een existentiële crisis, ook donkere nacht van de ziel genoemd, kan het resultaat zijn van:
- Een besef of gevoel van eenzaamheid en geïsoleerd-zijn;
- Een besef van sterfelijkheid en eindigheid van het eigen bestaan, of het besef dat er mogelijk geen hiernamaals is; of
- Een besef dat het leven geen vastgesteld, bovennatuurlijk, extern doel of betekenis heeft.

Het is verwant aan het sociologische concept van anomie. Het wordt ook gerelateerd aan een midlifecrisis. De implicatie van een existentiële crisis is dat de crisis voortkomt uit een existentieel besef.
In non-existentiële religieuze systemen wordt de essentie van het mens-zijn grotendeels toegeschreven aan een pre-natale oorzaak, bijvoorbeeld een bovennatuurlijk wezen of een groep wezens. Een zeker gebrek aan geloof in dergelijke religieuze systemen is een typische conditie voor een existentiële crisis. In essentie is een existentiële crisis het plotselinge besef dat men niet weet waar het eigen leven om gaat en/of het plotselinge bewustzijn van iemands onvermijdelijke persoonlijke lot.
Cognitieve dissonantie ontstaat wanneer een persoon wordt geconfronteerd met de paradox dat hij of zij gelooft dat zijn of haar leven belangrijk is, terwijl hij of zij zich er op hetzelfde moment bewust van is dat het menselijke bestaan op zichzelf zonder betekenis of doel is. Het is de opheffing van deze paradox die de crisis opheft, ofwel door de opheffing van de ene 'poot' van de paradox door het geloof in een bepaalde vorm van bovennatuurlijke verklaring door religie aan te nemen; ofwel door de opheffing van de andere 'poot' van de paradox door voor zichzelf te definiëren wat de betekenis en het doel van het eigen bestaan is in relatie tot de wereld.
Existentiële crises worden soms veroorzaakt door een belangrijke gebeurtenis of verandering in het leven van een persoon. Gewoonlijk doet deze gebeurtenis de persoon reflecteren op zijn of haar sterfelijkheid, daarmee de repressie ontbergend. Typische voorbeelden van zulke gebeurtenissen zijn de dood van een geliefde, een bijna-doodervaring, gebruik van psychedelische drugs zoals LSD, de verzelfstandiging van iemands kinderen, het bereiken van een bepaalde leeftijd, of een bepaalde tijd in eenzame opsluiting.
Welke methode het meest effectief is om de opheffing van een existentiële crisis te realiseren, is sterk afhankelijk van de persoonlijkheid van het betrokken individu. Ieder geeft uiteindelijk op zijn eigen wijze zin aan zijn of haar leven.

## Externe artikelen
- Existential depression in gifted individuals (en)